# مكتب الإحصاء التشيكي
مكتب الإحصاء التشيكي (بالتشيكية: Český statistický úřad) هي المؤسسة الرئيسية التي تجمع وتحلل وتنشر المعلومات الإحصائية لصالح مختلف أجزاء الحكومات المحلية والوطنية في جمهورية التشيك. المكتب يحقق هذا الهدف من خلال إدارة دائرة الإحصاء التشيكية.

## التاريخ
يمكن لمكتب الإحصاء التشيكي تتبع تاريخه إلى الحقبة الشيوعية في عام 1969، عندما تم إنشاؤه بموجب قانون المجلس الوطني التشيكي رقم 2/1969. كان موجود بشكل مستمر منذ ذلك الحين، على الرغم من تغير اختصاصها إلى حد ما بمرور الوقت. وقد أعادت جمهورية التشيك الحالية ترخيصها في عام 1995. ومع ذلك وفي السنوات ما بين 1969 و1995 انتقلت بعض السيطرة على المسائل الإحصائية تدريجياً إلى الحكومات المحلية... وهكذا، في حين أن الأحكام الأساسية لمنظومة المجتمع المدني الحديثة دخلت حيز التنفيذ في 15 يونيو 1995، سمح التشريع المرخص له حتى 1 يناير 1996 بممارسة الرقابة الكاملة على الإحصاءات في جميع أنحاء الجمهورية من قبل الجهاز المركزي للإحصاء.